# Heure de l'Est
- Heure de l'Est.

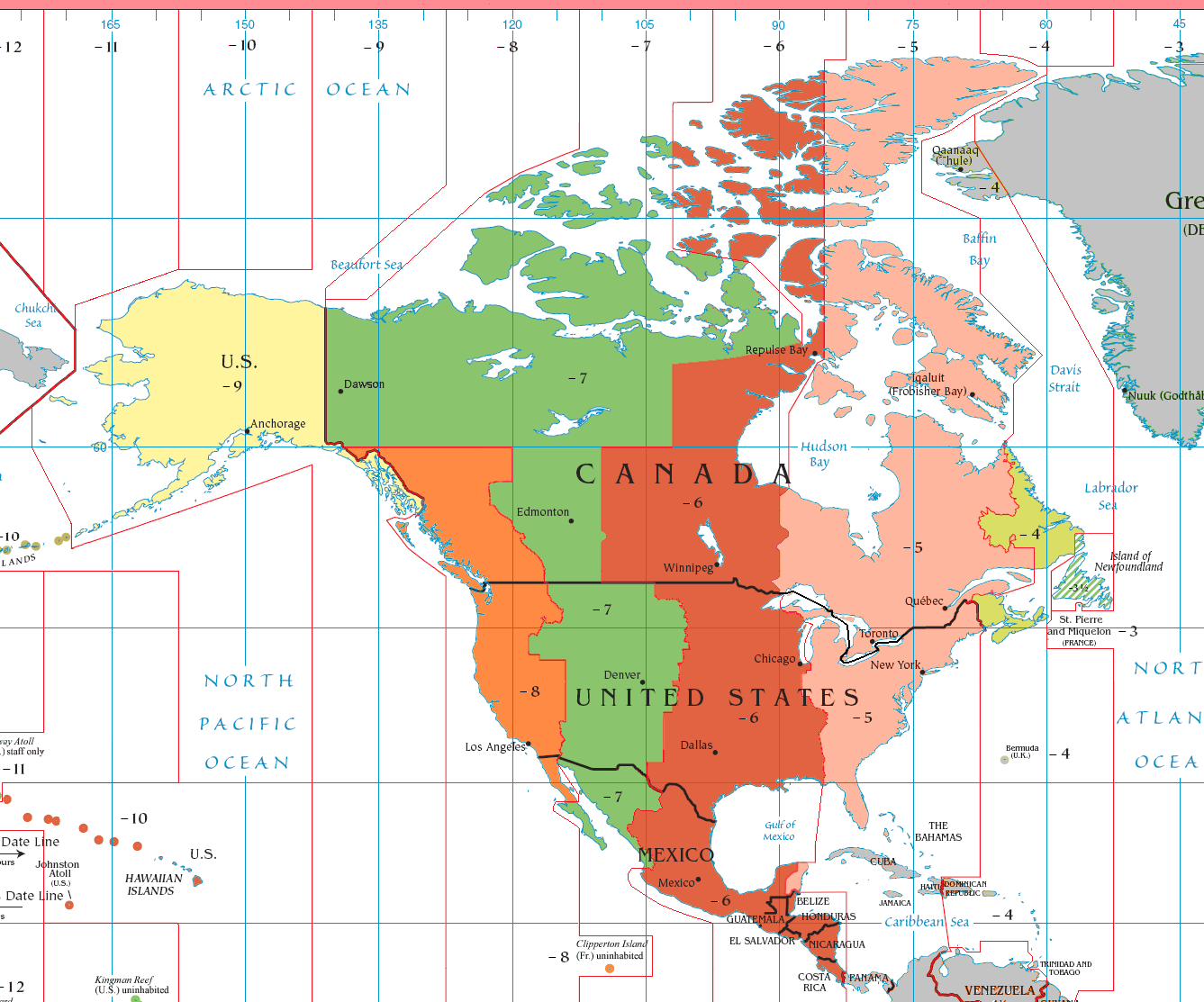
Heure de l'Est.

L'heure de l'Est (HE, en anglais : Eastern Time Zone, ET) est un fuseau horaire couvrant la côte est de l'Amérique du Nord, ainsi que la côte ouest de l'Amérique du Sud. 
Cela concerne le Québec, l'Ontario ou l'État de New York entre autres.

## Heure normale et avancée
Au Canada et aux États-Unis, il correspond :
- en automne/hiver : à l'heure normale de l'Est (HNE), en anglais Eastern Standard Time (EST), soit UTC-5
- au printemps/été : à l'heure avancée de l'Est (HAE), en anglais Eastern Daylight Time (EDT), soit UTC-4.

Le deuxième dimanche de mars à 2 h 00 HNE, les horloges sont avancées à 3 h 00 pour passer à l'heure avancée de l'Est (HAE), laissant un écart d'une heure. Le premier dimanche de novembre, à 2 h 00 HAE, les horloges sont reculées à 1 h 00 pour revenir à l'heure normale de l'Est (HNE), doublant ainsi une heure. Les parties sud de la zone (Panama et les Caraïbes) n'observent pas l'heure d'été. 

## Régions

### Canada
Les provinces et territoires suivants font partie du fuseau horaire de l'Est : au Canada, comme aux États-Unis, le fuseau horaire de l'Est est le fuseau horaire le plus populeux.
- La majeure partie du Québec, de l'Ontario et du Nunavut

La majeure partie du Canada observe l'heure d'été de manière synchrone avec les États-Unis, à l'exception de la Saskatchewan, du Yukon et de plusieurs autres régions très localisées.

### États-Unis
La limite entre les fuseaux horaires est définie dans le Code des règlements fédéraux, la limite entre les fuseaux horaires de l'Est et du Centre étant spécifiquement détaillée dans le 49 CFR partie 71.
Washington, DC et 17 États sont entièrement situés dans le fuseau horaire de l'Est :
- Connecticut
- Delaware
- Géorgie
- Maine
- Maryland
- Massachusetts
- New Hampshire
- New Jersey
- New York
- Caroline du Nord
- Ohio
- Pennsylvanie
- Rhode Island
- Caroline du Sud
- Vermont
- Virginie
- Virginie-Occidentale

Cinq États sont en partie dans le fuseau horaire de l'Est, les parties restantes dans le fuseau horaire central :
- La Floride – régions de la péninsule et de Big Bend à l'est de la rivière Apalachicola ainsi que des parties du comté de Gulf au sud de l'Intracoastal Waterway.
- Indiana – toutes sauf les régions du nord-ouest (Gary) et du sud-ouest (Evansville).
- Kentucky – à 60 %, y compris les trois plus grandes régions métropolitaines de l'État : Louisville, Lexington, nord du Kentucky.
- Michigan – tous, à l'exception des quatre comtés de la péninsule supérieure qui bordent le Wisconsin : Gogebic, Iron, Dickinson et Menominee.
- Tennessee – Est du Tennessee.

De plus, Phenix City, en Alabama, et plusieurs communautés voisines du comté de Russell, Alabama, observent officieusement l'heure de l'Est. Cela est dû à leur proximité avec Columbus, en Géorgie, qui est à l'heure de l'Est.

### Mexique
- Quintana Roo

## Histoire
Le Uniform Time Act de 1966 aux États-Unis fixait la date du changement d'heure au dernier dimanche d'avril pour la majorité du territoire américain, avec un retour à l'heure normale le dernier dimanche d'octobre. En 1987, une modification de la loi change la date du passage à l'heure avancée au premier dimanche d'avril. 
Depuis le 11 mars 2007, l'Energy Policy Act of 2005 rallonge la période de l'heure avancée aux États-Unis, qui s'étend maintenant du deuxième dimanche de mars au premier dimanche de novembre. Au Canada, la réglementation de l'heure légale est de juridiction provinciale. Les provinces canadiennes suivent en général les pratiques des États américains limitrophes afin de faciliter le commerce entre les deux pays,.
La promulgation aux États-Unis de l'Energy Policy Act of 2005 a rapidement été suivie de l'adoption par le Québec de la Loi sur le temps légal, (LRQ c. T-5.1), qui reflète parfaitement la pratique américaine. En vigueur depuis le 1er janvier 2007, la loi spécifie que le temps légal est l'heure normale de l'Est « dans la partie du Québec à l'ouest du méridien du soixante-troisième degré de longitude ouest », sauf entre le « deuxième dimanche de mars, à deux heures, et le premier dimanche de novembre, à la même heure », où l'heure légale sera l'heure avancée de l'Est.
L'Ontario n'a pas eu à réviser sa Loi sur l'heure légale, (LRO 1990, c. T.9) pour s'harmoniser avec ses voisins, puisque la loi donne au conseil des ministres le pouvoir de changer l'heure légale par décret.